# Rejectaria rufifuscalis
Rejectaria rufifuscalis là một loài bướm đêm trong họ Noctuidae.